# Круглий двір
Кру́глий двір — садиба-манеж у місті Тростянець Сумської області. Унікальна пам'ятка архітектури XVIII століття. 
Заснований Йосипом, Денисом, Герасимом та Пилипом Надаржинськими у 1749 році. Це найдавніша громадська споруда північно-східної частини України, яка збереглася до нашого часу та не має аналогів в Українській архітектурі середини XVIII ст.

## Опис будівлі
Садиба овального плану (65х85), схожа на невелику фортецю, по периметру котрої розміщено чотири круглі триярусні вежі та одноповерхові приміщення, в яких навіть у XX ст. ще жили люди. Зі східної сторони «фортеця» має великі цегляні аркові ворота. У будівлі простежується поєднання елементів готичного стилю та українського бароко. «Круглий двір» входив до величезного помістя Надаржинських, згодом — Голіциних, і використовувався як сцена для цирку та акторів, а також для господарських потреб. 
Зовні Круглий двір оточує товста стіна зі стрільчастими нішами, яка розділена на два яруси карнизом з декоративними машикулями.

## Історичний нарис
Коли Тростянець перейшов у власність родини Голіциних (перша пол. XIX ст.), круглий двір було облаштовано під цирк та стайні; під стінами містилися триярусні ложі для глядачів. Відомо, що Тростянець у свій час відвідав Георгій Лукомський, який згодом описав свої враження від побаченого у статті «Тростянець», Санкт-Петербургського журналу «Столица и усадьба» за 1916 рік:
|  | ...Дуже цікавий цирк князів Голіциних, так званий «Круглий двір», майже цілком збережений. Ця овальна велика будівля являє собою ніби маленьку фортецю з чотирма вежами на кутах та воротами посередині. У цих вежах жили циркові артисти, а також танцюристки кріпацького балету, що був у князя Голіцина. Уздовж стін були розташовані стайні і місця для глядачів. Бар'єри лож не збереглися, але кімнати, що слугували артистам, залишилися майже в тому ж вигляді — тепер у них живе обслуга маєтку. В дворі містилася циркова арена просто неба — свого роду грецький або римський колізей. На жаль, ніяких пам'яток цих чудових, за усними розповідями, вистав не залишилося. Все це знищено часом. |

У першій половині XX століття (довоєнні та післявоєнні роки) «Круглий двір» використовувався для житла, потім як склад і тільки вже пізніше йому надали звання унікальної пам'ятки архітектури. 
У 1905 році було проведено капітальний ремонт — укріплено стіни контрфорсами, прикріплено флюгер над вхідною аркою круглого двору, відремонтували та перекрили дахи башт тощо. За радянської доби реставраційних робіт пам'ятки вже не проводили, хоча питання це поставало неодноразово, враховуючи й ту подію, що в часи, коли в круглому дворі розміщувалася база райспоживспілки, тут сталася пожежа, яка завдала значних пошкоджень зовнішній та внутрішній частині будівлі. 

## Наш час

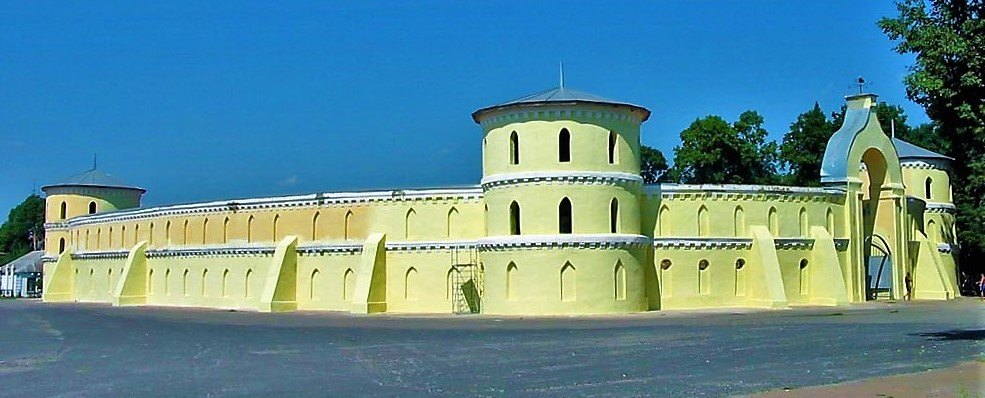
Круглий двір у 2007 році

У 2007 році пам'ятку почали ремонтувати та проводити відновлювальні роботи. На жаль, нині вони призупинені через брак коштів. 
У тому 2007 році на території «Круглого двору» було проведено фестиваль «Боромля-2007».
А на Всеукраїнському конкурсі «Сім чудес України» «Круглий двір» представляв Тростянець та Сумщину — на старті цієї загально-української культурної акції в травні 2007 року його (разом із Софроніївським монастирем та Пам'ятником мамонтові) було включено до трійки «чудес» від Сумщини у «топ-100» найдивовижніших об'єктів держави.
Під час боїв за Тростянець у 2022 році будівлі завдали пошкоджень.